# Municipio de Jefferson (condado de Johnson, Misuri)
El municipio de Jefferson (en inglés: Jefferson Township) es un municipio ubicado en el condado de Johnson en el estado estadounidense de Misuri. En el año 2010 tenía una población de 737 habitantes y una densidad poblacional de 4,75 personas por km².

## Geografía
El municipio de Jefferson se encuentra ubicado en las coordenadas 38°37′28″N 93°34′42″O / 38.62444, -93.57833. Según la Oficina del Censo de los Estados Unidos, el municipio tiene una superficie total de 155.22 km², de la cual 154,23 km² corresponden a tierra firme y (0,64 %) 0,99 km² es agua.

## Demografía
Según el censo de 2010, había 737 personas residiendo en el municipio de Jefferson. La densidad de población era de 4,75 hab./km². De los 737 habitantes, el municipio de Jefferson estaba compuesto por el 97,96 % blancos, el 0,14 % eran afroamericanos, el 0,27 % eran amerindios, el 0,41 % eran asiáticos, el 0,54 % eran de otras razas y el 0,68 % eran de una mezcla de razas. Del total de la población el 1,22 % eran hispanos o latinos de cualquier raza.